# Фабрицио Романо
Фабрицио Романо (итал. Fabrizio Romano; Напуљ, 21. фебруар 1993) јесте италијански спортски новинар специјализован за вести у вези са фудбалским трансферима. Има преко седамнаест милиона пратилаца на твитеру. Један је од најпоузданијих новинара за трансфере фудбалера. Познат је по свом слогану „Идемо!” (енгл. Here we go!), којим се користи када најављује потврђен трансфер.

## Каријера
Романо је рођен у Напуљу 21. фебруара 1993. Похађао је Католички универзитет у Милану. Новинарску каријеру је започео када је имао 18 година пошто је од италијанског агента у Барселони добио инсајдерске информације о преласку Мауро Икардија. Откако се придружио Скај спорту у Италији са 19 година, створио је и изградио контакте с клубовима, агентима и посредницима широм Европе. Романо је такође и оснивач СОС Фанта, веб-сајта о фудбалу који је креирао 2014.

## Приватни живот
Романо је навијач енглеског фудбалског клуба Вотфорд.
Он је полигота, течно прича и разуме енглески, шпански, португалски, као и матерњи италијански језик.
Живи у Милану.